# Аблаев, Рефат Ганиевич
Рефат Ганиевич Аблаев (11 мая 1934, Крымская АССР — 25 ноября 2012, Ташкент) — советский борец классического стиля, чемпион и призёр чемпионатов СССР, мастер спорта СССР (1957), почётный мастер спорта (1963), Заслуженный тренер СССР (1971). Увлёкся борьбой в 1952 году. Участвовал в 10 чемпионатах СССР (1955—1967). Будучи крымским татарином, в молодости был «невыездным», поэтому не участвовал в международных соревнованиях, в связи с чем не известен «потолок» его мастерства. Брат заслуженных тренеров СССР, многократных чемпионов Узбекской ССР по вольной и греко-римской борьбе Курсата и Меджита Аблаевых. Тренер чемпиона СССР, мира, Олимпийских игр, Заслуженного мастера спорта СССР крымского татарина Рустема Казакова.

## Спортивные результаты
- Классическая борьба на летней Спартакиаде народов СССР 1959 года — ;
- Чемпионат СССР по классической борьбе 1961 года — ;
- Чемпионат СССР по классической борьбе 1962 года — ;

## Известные воспитанники
- Казаков, Рустем Абдуллаевич (1947) — чемпион СССР, мира, Олимпийских игр, Заслуженный мастер спорта СССР.

## Память
В Крыму проводят «Открытое юношеское первенство Симферополя по греко-римской борьбе памяти заслуженных тренеров СССР братьев Рефата, Курсата и Меджита Аблаевых».